# Wilhelm Borkholder
Wilhelm Borkholder (* 18. Februar 1886 in Rothenburg ob der Tauber; † 28. Juni 1945 in Erlangen) war ein Jurist und Oberbürgermeister von Ansbach.

## Biografie
1919 übernahm er das Amt des Oberbürgermeisters von Ernst Rohmeder.
In seine Amtszeit fallen viele Ereignisse in Ansbach: 1921 die 700-Jahr-Feier Ansbachs, für deren Durchführung angesichts der damals schwierigen finanziellen Verhältnisse „Jubiläums-Notgeld“ mit der Unterschrift Borkholders gedruckt wurde. 1924 erwarb die Stadt die damalige Hofapotheke und funktionierte sie zum Stadthaus mit Sitz des Stadtrats und Oberbürgermeisters um, das sie bis heute ist. 1925 wurde ein neues Freibad eingeweiht, 1928 eine Fachschule für Maschinenbau eröffnet. 1932 begann die Errichtung der Dombachsiedlung.
Nach der Machtergreifung durch die Nationalsozialisten trat Borkholder zum 1. Mai 1933 der NSDAP bei (Mitgliedsnummer 3.170.868), wurde als Freimaurer aber im folgenden Jahr wieder ausgeschlossen und musste auf Druck der neuen Machthaber sein Mandat am 5. Mai 1934 zugunsten Richard Hänels abgeben. Während des Zweiten Weltkriegs leitete er das Wirtschafts- und Markenamt der Stadt Ansbach.
Nach Kriegsende wurde Borkholder von der amerikanischen Besatzungsmacht zum Landrat ernannt, er starb jedoch bereits zwei Monate später. Sein Sohn Günther Borkholder vermachte der Stadt Ansbach einen großen Geldbetrag, von dem das Haus der Volksbildung umgebaut wurde, das seither den Namen Borkholder-Haus trägt.